# Vera Mulder
Vera Mulder (* 14. September 2000 in Dalen) ist eine niederländische Volleyballspielerin.

## Karriere
Mulder begann ihre Karriere bei Volleybalvereniging Dalen. Von 2016 bis 2018 spielte sie beim Talentteam Papendal. 2018 wechselte die Diagonalangreiferin zum Team Eurosped. In der Saison 2021/22 war sie bei Sliedrecht Sport aktiv.
Anschließend wechselt Mulder zum deutschen Bundesligisten Schwarz-Weiss Erfurt. Erfurt erreiche das Pokal-Viertelfinale, kam aber in der Bundesliga nicht über den zehnten Platz hinaus und zog sich nach der Saison zurück in die Zweite Liga. Nachdem sie bereits mit den niederländischen Juniorinnen an Europameisterschaften teilgenommen hatte, gab die Diagonalangreiferin am 30. Mai 2023 im Nations-League-Spiel gegen Deutschland ihr Debüt in der A-Nationalmannschaft. In der Saison 2023/24 spielte Mulder bei Allianz MTV Stuttgart. Mit Stuttgart gewann sie im Finale gegen den SC Potsdam den DVV-Pokal 2023/24 und anschließend im Playoff-Finale gegen den SSC Palmberg Schwerin auch die deutsche Meisterschaft. Danach wurde sie vom Ligakonkurrenten Ladies in Black Aachen verpflichtet. Ende 2024 bat sie aus Verletzungsgründen um Vertragsauflösung.